# Richard Bruton
Richard Bruton (Dublín, 15 de març de 1953) és un polític irlandès, militant del partit Fine Gael i Ministre de Comunicacions, Energia i Recursos Naturals des de l'octubre de 2018. Esdevé Teachta Dála (TD) per la circumscripció de la Badia de Dublín del Nord des del 2016, i anteriorment, de 1982 a 2016, per la de Dublín Nord-Central. Anteriorment, exercí com a Ministre d'Educació i Capacitació entre 2016 i 2018; Ministre de Feines, Empresa i Innovació de 2011 a 2016; vicepresident del Fine Gael de 2002 a 2010; Ministre de Treball, Empresa i Innovació de 1994 a 1997; i Ministre Estatal per a Afers d'Energia de 1986 a 1987. Fou senador pel Panell Agrícola de 1981 a 1982.
Nascut a Dublín el 15 de març de 1953, cresqué a la localitat de Dunboyne, al comtat de Meath. Fou educat al Belvedere College, al Clongowes Wood College i a l'University College Dublin, on estudià Ciències econòmiques. Després de graduar-se amb un MPhil al Nuffield College, treballà en indústria privada a l'ISRE, a P. J. Carroll & Company i CRH plc. L'any 1979 fou escollit membre del Consell del Comtat de Meath i treballà en diversos comitès, abans de la seva elecció al Seanad Éireann l'any 1981 i la seva elecció eventual al Dáil Éireann el 1982.
Després d'un període inicial a la reserva, fou triat per a desenvolupar la tasca de Ministre Estatal per a Afers d'Energia, seguint la dimissió d'Edward Collins el setembre de 1986. Durant el període a l'oposició entre 1987 i 1994, exercí en càrrecs de banqueta frontal com araMinistre d0Energia, de Comunicacions, Energia i Recursos Naturals, de Salut, de Treball, Empresa i Innovació i Director de Política. També fou director de la reeixida campanya del seu germà, John Bruton, per a liderar el partit l'any 1990.
Com a part de l'equip de negociació que ajudà a formar el govern de coalició de l'Arc de Sant Martí el desembre de 1994, reclamà la posició més alta del gabinet del Fine Gael com a Ministre de Treball, Empresa i Innovació.
De retorn a l'oposició l'any 1997, quedà a la banqueta frontal com a portaveu de Ciència i Educació, una posició que desenvolupà fins que fou triat com a Director de Política i Director de Premsa en una reestructuració de 2000. Després de perdre les eleccions de lideratge del partit l'any 2002, davant d'Enda Kenny, fou retingut a la banqueta frontal i promogut a Vicepresident, així com portaveu de Finances. Després d'un fracassat intent de lideratge l'any 2010, fou assignat a portaveu d'Empresa, Comerç i Innovació.
Després de la formació del govern de coalició el març de 2011, fou triat com a Ministre de Feines, Empresa i Innovació. El maig de 2016, seguint la formació d'un govern de minoria del Fine Gael, desenvolupà el càrrec de Ministre d'Educació i Capacitació d'Irlanda. L'11 d'octubre de 2018, adquirí la cartera ministerial de Comunicacions, Energia i Recursos Naturals, seguint la dimissió de Denis Naughten.